# Latvijas Sauszemes spēki
Le Latvijas Sauszemes spēki (dal lettone, Forze Terrestri lettoni) costituiscono, insieme alla Guardia Nazionale lettone, l'arma terrestre delle Forze Armate Nazionali. Dal 2007, le Forze Terrestri sono organizzate come un esercito interamente professionale permanente.

## Storia
Dopo la fine della guerra d'indipendenza lettone nel 1920, le neonate Forze armate della Lettonia comprendevano oltre 50.000 militari. In seguito questo numero venne abbassato a 30.000 unità, continuando ad assorbire una parte sostanziale del budget nazionale. In seguito all'occupazione sovietica dei paesi baltici l'esercito lituano venne sciolto ed integrato nell'Armata Rossa come 24º Corpo fucilieri. Riottenuta l'indipendenza dopo lo scioglimento dell'Unione Sovietica, il 30 aprile 1992 vennero fondate le Forze Terrestri. Nel 2000 venne costituito il 1º Battaglione di fanteria, seguito nel 2002 dal 2º Battaglione.
Dal 1996 ad oggi i soldati delle Forze Terrestri sono stati schierati in nove missioni di pace internazionali in Afghanistan, Albania, Bosnia, Repubblica Centrafricana, Georgia, Iraq, Kosovo, Macedonia e Somalia. A partire dal 1º gennaio 2015 le Forze armate lettoni partecipano al Nordic Battle Group dell'UE. Il 29 marzo del 2004 la Lettonia è diventata membro a pieno titolo della NATO.

## Struttura

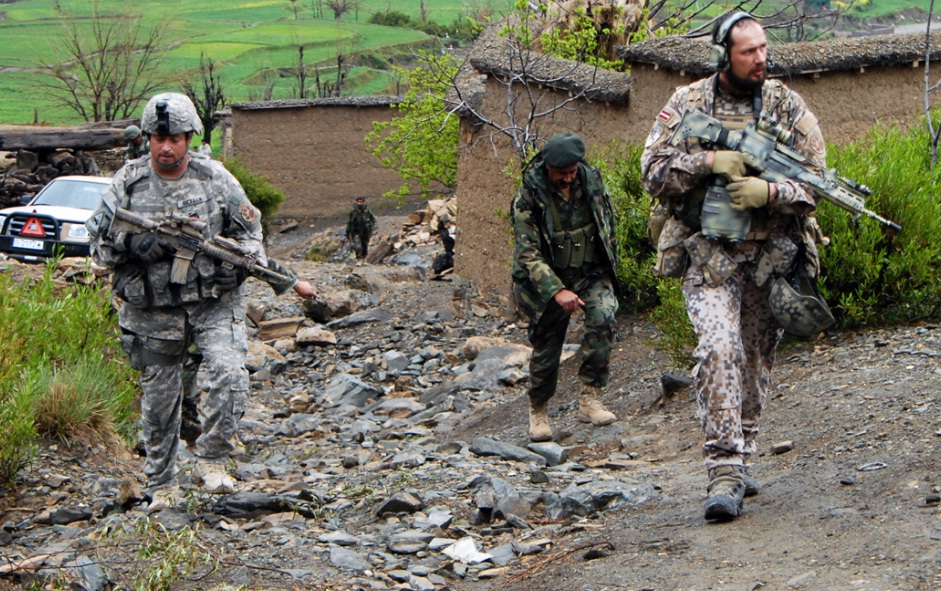
Soldati lettoni, americani ed afghani di pattuglia in Afghanistan.

Brigata di fanteria meccanizzata
- Quartier generale
- 1º Battaglione di fanteria meccanizzata
  - 1ª Compagnia meccanizzata
  - 2ª Compagnia meccanizzata
  - 3ª Compagnia meccanizzata
  - Compagnia di supporto
- 2º Battaglione di fanteria meccanizzata
  - 1ª Compagnia meccanizzata
  - 2ª Compagnia meccanizzata
  - 3ª Compagnia meccanizzata
  - Compagnia di supporto
- 3º Battaglione di fanteria [con compiti di addestramento]
  - 1ª Compagnia di fanteria
  - 2ª Compagnia di fanteria
  - 3ª Compagnia di fanteria
  - Compagnia di supporto
- Gruppo di artiglieria
- Battaglione di supporto al combattimento
  - Compagnia anticarro
  - Compagnia mortai
  - Compagnia genieri
  - Compagnia intelligence militare
  - Compagnia antiaerea
- Battaglione di servizio
  - Compagnia comunicazioni
  - Compagnia logistica e trasporti
  - Compagnia manutenzione
  - Compagnia medica

## Equipaggiamento

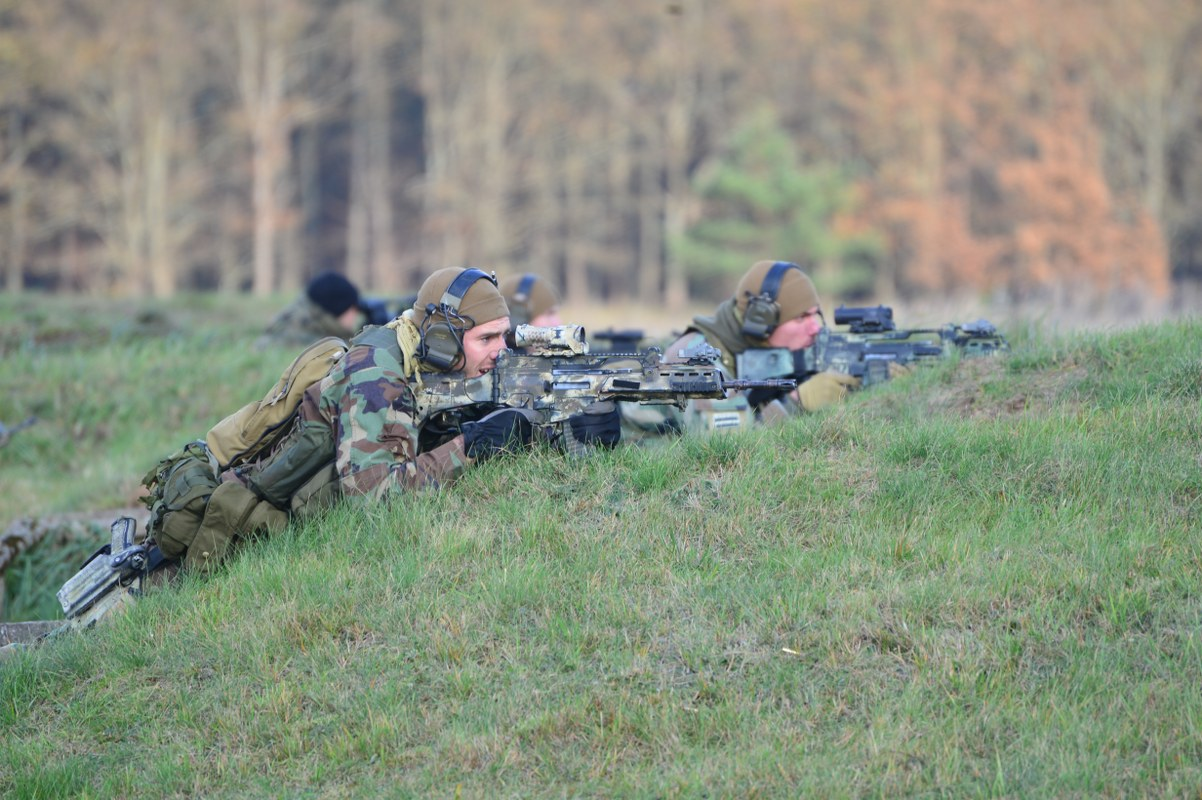
Soldati lettoni durante un'esercitazione in Polonia.

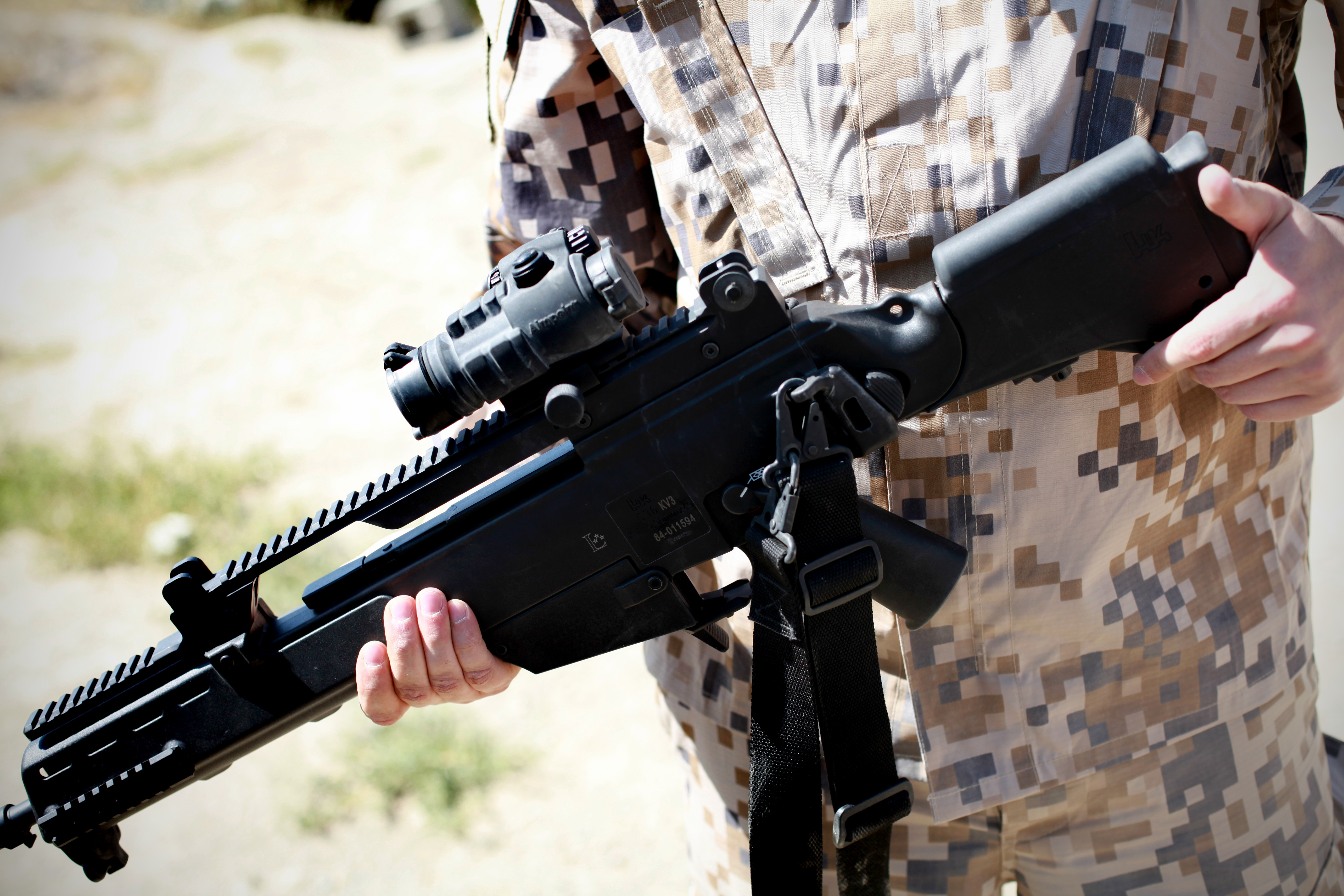
Un soldato lettone mostra il fucile Heckler & Koch G36

### Artiglieria
- Cannone 100 mm Škoda vz53.
- Mortaio 120-PM-43.
- Mortaio 2b11 Sani
- Mortaio M/41D 120mm.
- Cannone Pvpj 1110.

### Difesa aerea
- Sistema di difesa aerea portatile a corto raggio (MANPAD) RBS-70 usato in combinazione con il radar GIRAFFE
- Cannone Bofors 40 mm

### Armi anticarro e lanciagranate
- Missile guidato anticarro fire-and-forget Spike-LR.
- Lanciarazzi anticarro a colpo singolo AT4.
- Cannone senza rinculo riutilizzabile Carl Gustav.
- Lanciagranate automatico Heckler & Koch GMG.

### Fucili d'assalto e mitragliatrici
- Fucile d'assalto Heckler & Koch G36 (dotato di un lanciagranate a colpo singolo AG36 40 mm) arma standard nelle forze terrestri.
- Fucile M16 (variante M16A1) usato solo come arma cerimoniale.
- Pistola mitragliatrice Heckler & Koch MP5 (varianti MP5KA1, MP5A3, MP5SD3).
- Pistola mitragliatrice Heckler & Koch MP7 (variante MP7A1).
- Pistola mitragliatrice Heckler & Koch UMP (variante UMP9).
- Pistola mitragliatrice IMI Uzi (varianti Mini-Uzi, Uzi-SMG).
- Mitragliatrice leggera FN Minimi.
- Mitragliatrice pesante M2 Browning (variante M2HB-QCB).
- Mitragliatrice media Rheinmetall MG 3.
- Fucile da battaglia Heckler & Koch G3 (in immagazzinamento)

### Pistole, fucili a canna liscia e di precisione
- Pistola semi-automatica Glock 17, 19 e 21.
- Pistola semi-automatica Heckler & Koch USP.
- Pistola semi-automatica Colt M1911 (variante M1911A1).
- Pistola semi-automatica SIG P210.
- Pistola semi-automatica SIG Sauer P232.
- Pistola semi-automatica SIG Sauer P239.
- Pistola lanciarazzi a colpo singolo Heckler & Koch P2A1.
- Fucile di precisione FR F2.
- Fucile di precisione SVD Dragunov.
- Pistola Makarov PMM.
- Fucile da battaglia Heckler & Koch HK417 (Modello 'Sniper').
- Fucile di precisione PGM Hécate II.
- Fucile di precisione DSR-Precision DSR-1.
- Fucile a canna liscia Remington 870.

## Veicoli militari
| Nome                              | Immagine                               | Origine                           | Tipo                              | Varianti                             | Quantità                          | Note |
| Veicoli corazzati da ricognizione | Veicoli corazzati da ricognizione      | Veicoli corazzati da ricognizione | Veicoli corazzati da ricognizione | Veicoli corazzati da ricognizione    | Veicoli corazzati da ricognizione | Veicoli corazzati da ricognizione                                                                                           |
| --------------------------------- | -------------------------------------- | --------------------------------- | --------------------------------- | ------------------------------------ | --------------------------------- | --- |
| CVR(T)                            | Latvian Army CVR'T in Allied Spirit VI | Regno Unito                       | Veicolo corazzato da ricognizione | ScimitarSultanSpartanSamsonSamaritan | 123                               | Tutti i veicoli dovranno essere aggiornati e revisionati. Alcuni di essi saranno dotati di missili guidati anticarro SPIKE. |
| Semovente d'artiglieria           |                                        |                                   |                                   |                                      |                                   | |
| M109                              |                                        | Stati Uniti                       | Semovente d'artiglieria           | M109A5Ö                              | 47                                | |
| Autoblindo                        |                                        |                                   |                                   |                                      |                                   | |
| HMMWV                             |                                        | Stati Uniti                       | Autoblindo                        |                                      | 60                                | Alcune equipaggiate con HK GMG, M2 Browning e SPIKE ATGM                                                                    |
| Mercedes-Benz Classe G            |                                        | Germania                          | Autoblindo                        |                                      | 50                                | |
| Snatch Land Rover                 |                                        | Regno Unito                       | Autoblindo                        |                                      | 9                                 | |
| Camion                            |                                        |                                   |                                   |                                      |                                   | |
| Mercedes-Benz 1017                |                                        | Germania                          | Camion                            |                                      |                                   | |
| Mercedes-Benz Unimog 416          |                                        | Germania                          | Camion                            |                                      |                                   | |
| Scania                            |                                        | Svezia                            | Camion                            | P93NM154                             | 192                               | |
| Veicoli leggeri                   |                                        |                                   |                                   |                                      |                                   | |
| Mercedes-Benz Classe G            |                                        | Germania                          | SUV                               | 240GD300GDN                          |                                   | |
| Volvo classe C                    |                                        | Svezia                            | SUV                               | C303 C304 C306                       |                                   | |
| Land Rover Defender               |                                        | Regno Unito                       | SUV                               |                                      |                                   | |
| Veicoli speciali                  |                                        |                                   |                                   |                                      |                                   | |
| Bv 206                            |                                        | Svezia                            | Veicolo cingolato anfibio         | Bv 206A Bv 206F                      | ~180                              | |
| Motocicli                         |                                        |                                   |                                   |                                      |                                   | |
| Husqvarna                         |                                        | Svezia                            | Motociclo                         |                                      |                                   | |

## Struttura dei gradi[15]
La struttura dei gradi dell'esercito lettone è regolata alla struttura dei gradi della NATO.
| Ufficiali dell'esercito lettone | Ufficiali dell'esercito lettone   | Ufficiali dell'esercito lettone | Ufficiali dell'esercito lettone        | Ufficiali dell'esercito lettone | Ufficiali dell'esercito lettone     | Ufficiali dell'esercito lettone | Ufficiali dell'esercito lettone | Ufficiali dell'esercito lettone | Ufficiali dell'esercito lettone |
|                                 | Generali                          | Generali                        | Generali                               | Ufficiali                       | Ufficiali                           | Ufficiali                       | Ufficiali                       | Ufficiali                       | Ufficiali                       |
| ------------------------------- | --------------------------------- | ------------------------------- | -------------------------------------- | ------------------------------- | ----------------------------------- | ------------------------------- | ------------------------------- | ------------------------------- | ------------------------------- |
| Insegna del grado               |                                   |                                 |                                        |                                 |                                     |                                 |                                 |                                 |                                 |
| Grado                           | Tenente generale Ģenerālleitnants | Maggiore generale Ģenerālmajors | Brigadiere generale Brigādes Ģenerālis | Colonnello Pulkvedis            | Tenente colonnello Pulkvežleitnants | Maggiore Majors                 | Capitano Kapteinis              | Tenente Virsleitnants           | Sottotenente Leitnants          |
| Classificazione grado NATO      | OF-8                              | OF-7                            | OF-6                                   | OF-5                            | OF-4                                | OF-3                            | OF-2                            | OF-1                            | OF-1                            |

| Sottufficiali dell'esercito lettone | Sottufficiali dell'esercito lettone            | Sottufficiali dell'esercito lettone    | Sottufficiali dell'esercito lettone | Sottufficiali dell'esercito lettone | Sottufficiali dell'esercito lettone | Sottufficiali dell'esercito lettone | Sottufficiali dell'esercito lettone | Sottufficiali dell'esercito lettone |
|                                     | Sergenti                                       | Sergenti                               | Sergenti                            | Sergenti                            | Sergenti                            | Privati                             | Privati                             | Privati                             |
| ----------------------------------- | ---------------------------------------------- | -------------------------------------- | ----------------------------------- | ----------------------------------- | ----------------------------------- | ----------------------------------- | ----------------------------------- | ----------------------------------- |
| Insegna del grado                   |                                                |                                        |                                     |                                     |                                     |                                     |                                     |                                     |
| Rank                                | Senior Warrant Officer Augstākais virsseržants | Warrant Officer Galvenais virsseržants | Senior Sergeant Štāba virsseržants  | Sergeant First Class Virsseržants   | Sergente Seržants                   | Caporale Kaprālis                   | Private First Class Dižkareivis     | Privato Kareivis                    |
| Classificazione grado NATO          | OR-9                                           | OR-8                                   | OR-7                                | OR-6                                | OR-5                                | OR-4                                | OR-3                                | OR-2                                |